# Tibor Lovrenčić
Tibor Lovrenčić (Zagreb, 17. listopada 1917.), pionir hrvatskog rukometa i rukometni stručnjak. Po struci je inženjer građevinarstva. Jedan je od najstarijih živućih sportaša u Zagrebu i Hrvatskoj.

## Životopis
Rođen u Zagrebu. Iz obitelji Vilima Lovrenčića, koji je koncem 19. stoljeća kupio vrelo Jamnicu, modernizirao punionicu i organizirao prodaju.  Vilim je Tiborov djed. Otac Miroslav i stric Vilim Lovrenčić bili su pioniri automobilističkog športa. Otac je bio prvak Hrvatske i Slavonije u sanjkanju. Sestre Melita i Ana pionirke su hazene u Hrvatskoj. Tiborov nećak Zorislav Makek (sin sestre Ane koja je bila također hazenašica i relativno rano je preminula) bio je višestruki prvak u veslanju te ugledni atletski sudac. Tibor je poohađao gimnaziju. Igrao je na prvome srednjoškolskom prvenstvu grada Zagreba u pobjedničkoj momčadi reprezentacije I. gimnazije, igrajući na mjestu braniča. 1940. godine igrao je u rukometnoj sekciji I. hrvatskog građanskog športskog kluba. U drugome svjetskom ratu bio je zatočenik jasenovačkog logora. Jedni izvori navode da se spasio bijegom, a drugi da su mu nakon isteka kazne predložili da ostane raditi u logoru za plaću, što su predlagali bivšim zatočenicima ako je nedostajalo kadrova zatočenikove struke. Tako Lovrenčić, student arhitekture, ostao raditi kao građevni stručnjak. Nakon rata poput većine drugih, šutio je o tome kako mu je bilo, da ne bi bili proglašeni ustaškim suradnikom ili onim tko je radom pomagao NDH.